# Traktat o skandalach
Traktat o skandalach (fr.: Traité des scandales) – dzieło teologiczne Jana Kalwina, wydane w 1550 w Genewie.
Podtytuł traktatu brzmi: O skandalach, które przeszkadzają dziś wielu w dojściu do prawdziwej doktryny Ewangelii i gorszą innych. Na przełomie lipca i sierpnia 1550 opublikowano łacińską wersję dzieła, a na jesieni tego roku wydano jego francuskie tłumaczenie. Dzieło jest skierowane przeciwko ateizmowi.
Traktat został zadedykowany mistrzowi Wawrzyńcowi z Normandii (Laurent de Normandie), którego dotknęła seria tragedii: kolejno zmarli jego ojciec, żona i córka. Kalwin widział w tym „wielkie nagromadzenie skandali”, zesłane przez Szatana. Dla Kalwina pojęcie „skandal” oznaczało to, co w języku greckim – przeszkodę na drodze. Kalwin pojmował skandal jako okazję do grzechu, np. przyczynę zwątpienia w Boga, odrzucenia religii, przyjęcia ateizmu.
Kalwin rozumiał też skandal jako „kamień obrazy i zgorszenia”. Takim skandalem była dla Żydów działalność Jezusa, który głosząc pokój, miłość i zgodę, doprowadził do nasilenia niepokojów i konfliktów. Dla Kalwina podobnym skandalem była także reformacja, która również powodowała niepokoje społeczne, represje i wojny. Kalwin uznał to za skutek „działalności Szatana”, który za wszelką cenę usiłuje zniechęcić ludzi do przyjęcia „prawdziwej wiary”, szerząc w ich duszach zamęt i podsycając konflikty i cierpienia. „Prawdziwie wierzących” nie powinny zniechęcać „podstępy szatańskie”, które usiłują podważyć zaufanie do Boga oraz zachęcić ich do pychy i buntu przeciwko Bogu.
Traktat mówi o „cudownych trudnościach”, czyli o paradoksalnym nasileniu zła, które towarzyszy krzewieniu „prawdziwej wiary”. Te trudności stają się dowodem autentyczności reformacji, tak jak były świadectwem autentyczności misji Chrystusa.